# Estádio Anilado
Het Estádio Anilado is een multifunctioneel stadion in Francisco Beltrão, een stad in Brazilië. 
Het stadion wordt vooral gebruikt voor voetbalwedstrijden, de voetbalclub Francisco Beltrão maakt gebruik van dit stadion. In het stadion is plaats voor 10.200 toeschouwers. Het stadion werd geopend in 1993.